# Серебряное (Омская область)
Сере́бряное — село в Горьковском районе Омской области России. Является центром Серебрянского сельского поселения.

## География
Расстояние до ближайшей железнодорожной станции 118 км. Расстояние до города Омска 107 км. Село находится на берегу реки Иртыш и его притоке речке Серебрянки.
8 июля 1878 года чуть ниже Серебряного на высоком правом берегу Иртыша вверх поднялись густые облака пыли. Часть коренного берега, высотой 50 м и длиной около 1,5 км, начала медленно и равномерно оседать. А через несколько секунд из реки начало подниматься дно. Эта полоса земли росла чрезвычайно быстро и отодвинула от берега русло реки. На месте «провала» сегодня характерный оползневый ландшафт. Возвышающиеся глинистые выступы похожи на скалы или руины древних храмов. Туристы их назвали «Чёртовыми пальцами».
«Чёртов палец» находится на правом берегу Иртыша в 2-х км от села и представляет собой скалу из глины и песка, удивительно напоминающую кулак с выступающим указательным пальцем.

## История
В 1730 году появился Серебрянский форпост (острог) основанный казаками для защиты от набегов кочевников причисленного к Карташёвскому погосту Тарского воеводства.

В 1735 году близ Серебряного проезжал немецкий учёный Миллер Г. Ф. описывая реки и озёра, написал следующее: 
«Остров Серебреной, в 2 верстах от этих Частых островов, длиной в 4 версты. В середине имеет маленькое озеро окружностью в полверсты, из которого на востоке имеется исток в Иртыш.
… Речка Серебрянка, впадает в Иртыш с восточной стороны, напротив острова, а возникает в 4 верстах отсюда из болота»
В 1754 году форпост был преобразован в деревню.
Её стали заселять государственные крестьяне из Тарского уезда и переселенцы из Поморья и Зауралья (с территорий Пермской, Калужской, Костромской, Рязанской губерний).
Первыми жителями были разночинцы: Клевакин Андрей Зинкович, Иван Епанчинцев, Фёдор Сысоев, Епанчинцев Фаддей, Отраднов Михаил, Меньшиков Афанасий, Анферов Василий.
Здесь стояли вековые деревья. Первые жители строили себе дома из местного леса.

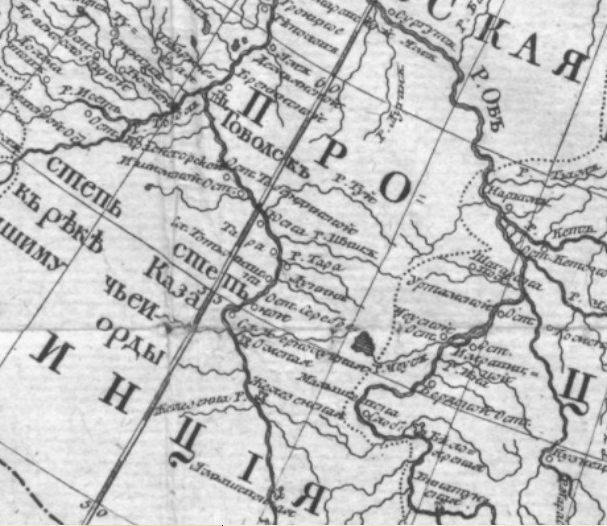
Острог Серебряной на генеральной карте
Российской Империи 1774

В 1780 году была построена первая церковь в селе. Серебряное получает статус села.
В 1782 году становится волостным центром Серебрянской волости Омского округа, а затем Тюкалинского округа Тобольской губернии. Село находилось на земском тракте в 175 верстах до уездного города Тюкалинска.
В 1841 году началось строительство новой церкви.
В 1843 году был открыт Петропавловский православный приход.
На 1868 год имелась церковь православная, волостное правление, сельский запасный магазин. Село находилось в составе Омского округа при реке Иртыш.
В 1873 году открылось Серебрянское начальное народное сельское училище.
8 июля 1878 года произошёл провал земли на правом берегу Иртыша, существенно изменивший рельеф местности у берега. На расстоянии 50 саженей от Иртыша в 6 часов пополудни произошёл провал на глубину от 15 до 20 саженей. В результате исследований определили, что провал произошёл от образования пустоты, свод которой не выдержал веса, обвалился и увлёк за собой часть лежавшей над ним земли. По рассказам местных жителей за три года до провала на его месте образовалась трещина. На месте «провала» сегодня характерный оползневый ландшафт. Возвышающиеся глинистые выступы похожи на скалы или руины древних храмов. Туристы их назвали «Чёртовыми пальцами». «Чёртов палец» находится на правом берегу Иртыша в 2-х км от села и представляет собой скалу из глины и песка, удивительно напоминающую кулак с выступающим указательным пальцем.

Село Серебренское Тюкалинскаго округа, 15 марта. Волостной писарь А. к нам в волость водворён на службу в августѣ 1882 года по протекции бывшаго засѣдателя. Волостное общество его не принимало, так как он, по службѣ в Сыропятской волости, зарекомендовал себя дурно, как об этом отзываются крестьяне той волости, но уступили требованию бывшаго исправника В-ва. Крестьяне Сыропятской волости относились к писарю А. с недовѣрием и не хотѣли давать ему от себя большое жалованье, но писарь не задумался над этим — сам написал приговор от общества, что, дескать, даём жалованье 900 рублей в год, а на самом дѣлѣ дали только 450 рублей. Из этого затѣялось было дѣло, но по требованию земскаго засѣдателя потушено. Теперь А. озорничает у нас, топает на мужиков ногами, кричит «закую в кандалы и запрячу в тюрьму!».

На 1889 год в селе были фельдшер, медицинские приёмные покои, а также сельская повивальная бабка.
На 1893 год имелось 215 дворов (209 крестьянских, 6 не крестьянских) и 897 человек.
В 1895 году открыта церковно-приходская школа для девочек.
В 1897 году по переписи населения Российской Империи в селе проживало 1164 человека. Из них 1145 были православные.
В 1900 году в селе был открыт Серебрянский волостной сельский банк. Село располагалось в 1004 верстах от губернского города Тобольска. Имелось жителей до 900 человек, церковь, училище, сельский запасный магазин.
В 1901 году в состав волостного правления входили: волостной старшина крестьянин Николай Афанасьевич Капустин, писарь ответственный ветеринарный фельдшер Пётр Яковлевич Копылов. В селе имелась министерская школа и церковно-приходская школа. Имелись фельдшера: медик Леонид Александрович Кориков-Михайлов, ветеринар Фёдор Петрович Нечаев.
На 1903 год в селе имелась церковь, волостное правление, министерская школа, сельский банк, хлебо-запасный магазин, 3 торговые лавки, земский стан. Располагалось село на земском тракте.
На 1907 год у торгового села Серебрянки имелось разветвление дороги на Каинск. Торговый оборот села составлял 70000 рублей. Население занималось выделкой овчины, кирпичным производством.
На 1909 год почтовые операции осуществляло Серебрянское волостное правление, при нём же работала государственная сберегательная касса.
В 1909 году в селе были проведены плановые работы по измерению земельных участков для переселенцев. В издании «Обзор Тобольской губернии за 1909 год», говорилось следующее:
По построению основных сетей плановых работ предполагалось проложить от села Куликово, на реке Омь цепь треугольников в северном направлении, через волости: Куликовскую, Иконниковскую и Серебрянскую до села Серебренского, от села Серебренского вверх по Иртышу до села Куликовского, через волости: Карасукскую, Саргатскую, Крупянскую и Кулачинскую, определённые планом работ операции производились двумя лицами: исполняющий должность триангулятора и командированным ему в помощь топографом…
На 1910 год в селе насчитывалось 1157 человек (575 мужчин и 582 женщины). У села находилось в распоряжении 671 десятина пахотной земли. В селе уже было к этому времени церковь, школа (единственная министерская школа на всю волость), 2 хлебных магазина, винная лавка, 3 торговые лавки, 12 ветряных мельниц, маслобойня, маслодельня, 3 кузницы, пожарный сарай, регулярно проводились 2 ярмарки, земская станция.
В 1912 году в селе было открыто Серебрянское кредитное товарищество.
На 1912 год в селе проживало 1046 человек православных. Имелась церковь, министерское училище, 2 ярмарки, 3 мелочные лавки, винная лавка, пивная лавка. В летнее время работало 2 сепаратора, принадлежавших Серебрянскому сельскому обществу. Молочное хозяйство было очень развито, благодаря большому количеству молочного скота и богатым пастбищам.
В 1915—1916 годах возникает потребительское общество.
До революции было развито маслоделие, кустарная выделка овчин, производство гончарной посуды.
До 1917 года село было волостным центром Серебрянской волости Тюкалинского уезда Тобольской губернии.
Во время Гражданской войны близ села шли ожесточённые бои, в том числе на «Горе Истории».
Утром 15 ноября 1919 года полки 1 бригады 51 стрелковой дивизии 3 армии РККА совместно с правым флангом её 3 бригады из района Кульчинского и Красного Яра атаковали белогвардейцев в направлении Юрьевского и Крупянского. Остальные части 3 бригады вели наступление на район населённого пункта Серебряное, а 2 бригада с боями продвигалась к городу Таре.
Утром 17 ноября 1919 года 1 бригада 51 СД во время Омской наступательной операции на Восточном фронте после упорного боя овладела укреплённой белыми соседней деревней Сухое в 45 километров северо-восточнее Омска и разбила 11 Нижне-Удинский полк 15 Воткинской дивизии 2 армии белых. 3 бригада 51 СД 3 армии РККА заняла село Серебряное и с боями двигалась к селу Еланскому.
24 сентября 1924 года Серебрянская волость была упразднена. Часть волости вошла в состав Большереченской укрупнённой волости Тарского уезда, другая — в Иконниковскую укрупнённую волость Омского уезда. Образуется Серебрянский сельский совет с центром в селе Серебряное.
На 1926 год в селе имелся сельский совет, школа, лавка общества потребителей. Село входило в Иконниковский район Омского округа Сибирского края.
В 1930 году образовалась маслодельная артель, построен артельный маслозавод. До этого действовал частный завод.
В 1946 году открыт школьный музей.
В 1950-е годы действовал колхоз, он был преобразован в результате укрупнения и объединения с хозяйством села Новопокровка и назван колхозом имени Ленина.
В 1957 году была преобразована существовавшая ранее МТС в РТС и ремонт техники стал производиться на месте.
В 1962 году образован колхоз «Иртыш», в настоящее время АОЗТ «Иртыш».
В 1990 году открылась участковая больница на 22 койки.
В 2005 году Серебрянскому хору «Русская песня» присвоено звание Народного.
На 2009 год население села составляло 1040 жителей.
На 2011 год село является интересным местом для туристов («Гора Истории», «Подземная церковь», мироточащая икона Богородица Благодатное небо, Святой источник Пантелеймона, школьный музей с уникальными экспонатами, урочище «Провал земли», урочище «Чёртов Палец», более 100 целебных источников, которым несколько сотен лет и прочее).

## Церковь
1. Первая церковь однопрестольная в честь святых первоверховных апостолов Петра и Павла, основана в 1780 году. В этом же году она была освещена. Однако во время грозы деревянная церковь сгорела, после удара молнии.
2. Вторая церковь однопрестольная в честь святых первоверховных апостолов Петра и Павла, построена усердием прихожан и на их средства в 1841 году и в этом же году была освещена. Для строительства церкви раствор был использован с применением куриных яиц. Церковь была деревянная на каменном фундаменте. После постройки церковь неоднократно перестраивалась и достраивалась.
В 1920-х годах с установлением советской власти церковные службы были прекращены. В церкви разместили сельский клуб.

В один из воскресных дней 1936 года церковь решили снести. 
… В итоге было принято решение церковь взорвать. С вечера была приготовлена взрывчатка, кабель и электрический детонатор. Найден был и человек из местной бедноты — запойный пьяница и побирушка, который с радостью вызвался уничтожить церковь. С вечера он добро принял и поутру не сразу осознал случившееся чудо. А когда понял, что церковь за ночь на три метра ушла в землю от людей, желающих её уничтожить, оставив сверху только купола, он осатанел. Так появилось название «Подземная церковь». Церковь очень трудно подвергалась разрушению, так как был использован раствор из яичных желтков, что придавало особую прочность кладке. С ненавистью он закладывал в проёмы, в окна и купола один заряд за другим, обматывал проводами и с яростью жал на кнопку взрывателя. Церковь не поддавалась. Всё было тщетно — верх церкви разлетелся по округе, но фундамент и стены уцелели. Тогда мужики схватили топоры, молотки и стали наносить удары по стенам. Молотили что есть сил, но кладка была крепка. Всё село стояло на коленях, смотря на убийство и поругание их небольшой, построенной всем миром церкви. Все от мала до велика молчали…
Оставшуюся часть церкви прихожане тайно использовали по прямому назначению.
Во время Великой Отечественной войны в 1941—1945 годах в оставшемся помещении церкви был размещён Ленинградский детский дом, а затем склад.
До 1960 года священником «подземной церкви» был Пётр Васильев.
В 1980-х годах церковь была окончательно разобрана.
Сейчас рядом с остатками церкви установлен памятный крест, на котором небольшая иконка с изображением святых Петра и Павла и даты существования церкви 1780—1936 годы.
3. Третья церковь Петра и Павла
В 1997 году церковь была восстановлена. Сельская администрация выделила для церкви здание бывшего комбината бытового обслуживания.
Православная церковь сегодня входит в Русскую Православную Церковь Московский Патриархат Омской и Тарской Епархии Горьковское благочиние.

## Экономика
Ярмарка и торжок
На 1889 год в селе действовала Михайловская ярмарка проходившая с 5 по 9 ноября.
10 октября 1895 года исправляющий должность Тобольского губернатора Н. М. Богданович утвердил и разрешил открытие в селе еженедельного торжка по воскресеньям.
На 1907 год торговый оборот составил 70000 рублей. Больше половины приходилось на торговлю маслом.
На 1912 год в селе имелись 2 ярмарки: весенняя с 24 по 25 июня и осенняя с 26 по 27 ноября.
Предметами торговли на ярмарках были мануфактурные, бакалейные, галантерейные и жировые товары, железные изделия и другие товары.
Банк
В 1900 году был открыт «Серебрянский сельский банк». Банк действовал на основании установленного устава и положения о Государственных «Крестьянских Поземельных Банков» от 1885 года.
На 1900 год в банке имелось основных капиталов в 500 рублей, вкладов насчитывалось на сумму 2498 рублей 57 копеек, невыплаченных процентов насчитывалось 166 рублей 63 копейки, прибыль составляла 151 рубль 82 копейки, наличных денег имелось 85 рублей 2 копейки, в ссудах находилось 3232 рубля.
Во время Гражданской войны все денежные активы банка были вывезены.
Сегодня в селе действует филиал «Сбербанка».

## Население
| 1868  | 1893  | 1897  | 1903 | 1909  | 1912  | 1915  |
| ----- | ----- | ----- | ---- | ----- | ----- | ----- |
| 860   | ↗897  | ↗1164 | ↘807 | ↗1157 | ↘1046 | ↘1016 |
| 1920  | 1926  | 2002  | 2010 | 2021  |       |       |
| ↘1012 | ↗1104 | ↘948  | ↘823 | ↘699  |       |       |

Гендерный состав
По данным Всероссийской переписи населения 2010 года в гендерной структуре населения из 823 человек мужчин — 394, женщин — 429 (47,9 и 52,1 % соответственно)
Национальный состав
Согласно результатам переписи 2002 года, в национальной структуре населения русские составляли 88 % от общей численности населения в 948 чел..

## Инфраструктура
В селе сегодня есть клуб, магазины, стадион, ипподром, церковь, школа (при школе действует музей села), детский сад, плодовый питомник и т. д.
Сегодня село является интересным местом для туристов.

## Достопримечательности
- Памятник природы «Чёртов палец»Необходимо задать параметр title= в шаблоне {{cite web}}. . vomske.ru. Дата обращения: 23 мая 2025. и обвал земли Необходимо задать параметр title= в шаблоне {{cite web}}. . vomske.ru. Дата обращения: 23 мая 2025., образовавшиеся 9 мая 1878 года; Не сохранился до наших дней.
- Развалины церкви, построенной в 1841 году, «подземная церковь»;
- Мироточащая икона Божией Матери Благодатное Небо;
- Целебные источники в честь Святой Троицы, в честь иконы Божией Матери Почаевской и в честь целителя Пантелеймона.

## Известные уроженцы
- Зуева, Мария Матвеевна (1919—1993) — депутат Верховного Совета РСФСР, Герой Социалистического Труда, Почётная гражданка города Омска

## Интересные факты
- В конце сентября 2023 года Омский камерный оркестр вблизи села Серебряное снял клип на музыку П. И. Чайковского «Andante cantabile» (англ.). www.youtube.com. Дата обращения: 23 мая 2025.;